# Derby (Iowa)
Derby é uma cidade localizada no estado americano de Iowa, no Condado de Lucas.

## Demografia
Segundo o censo americano de 2000, a sua população era de 131 habitantes.
Em 2006, foi estimada uma população de 135, um aumento de 4 (3.1%).

## Geografia
De acordo com o United States Census Bureau tem uma área de
0,7 km², dos quais 0,7 km² cobertos por terra e 0,0 km² cobertos por água. Derby localiza-se a aproximadamente 329 m acima do nível do mar.

## Localidades na vizinhança
O diagrama seguinte representa as localidades num raio de 16 km ao redor de Derby.